# カルロス・ラウール・ビリャヌエバ
- カルロス・ラウール・ビジャヌエバ
- カルロス・ラウール・ビラヌエバ

カルロス・ラウール・ビリャヌエバ・アストゥール（Carlos Raúl Villanueva Astoul、1900年5月30日 - 1975年8月16日）は、ベネズエラの建築家。

## 人物
カラカス、マラカイボ及びベネズエラの様々な都市の開発・近代化において主要な役割を果したことで知られる。
最も重要な業績の一つにカラカスのエル・シレンシオ（El Silencio）再開発があり、7,797軒のアパート、207軒の店舗、およびベネズエラ中央大学のメインキャンパスである大学都市の開発を手がけた。この開発プロジェクトは、現代都市計画、建築及び芸術の各分野において評価されている。
ベネズエラ中央大学のキャンパスは、2000年にユネスコにより世界遺産として登録された。